# Raymond Dronne
Raymond Dronne (Mayet, 8 de marzo de 1908 - Neuilly-sur-Seine, 5 de septiembre de 1991) fue un militar del ejército de la Francia Libre, conocido por liderar la La Nueve, la unidad que encabezó la Liberación de París durante la Segunda Guerra Mundial. Fue también alcalde, senador y diputado, y escribió varios libros sobre su experiencia vital.

## Biografía
Raymond Dronne provenía de una familia de agricultores y molineros asentados durante varios siglos en Sarthe, en las comunas de Écommoy y Mayet. Fue en estos dos municipios donde realizó sus estudios primarios antes de asistir al liceo de Le Mans y las universidades de Leipzig y Berlín. Fue graduado de la Escuela Libre de Ciencias Políticas y doctor en Derecho por la Facultad de París.
Cuando estalló la Segunda Guerra Mundial era adjunto al jefe de la administración colonial en Camerún. Allí rechazó el armisticio francés y se unió a la Francia Libre en agosto de 1940 a las órdenes del general Philippe Leclerc. Participó en la Campaña en África del Norte en Gabón, Fezán, Tripolitania y Túnez, donde resultó gravemente herido. Con el objetivo de regresar a Francia a través del canal de La Mancha tras el desembarco de Normandía, se creó la 2.ª División Blindada (llamada División Leclerc) compuesta por 14 454 efectivos, que incluían soldados de la antigua 2.ª División ligera, evadidos de la Francia metropolitana, unos 3 600 marroquíes y argelinos, y también unos 150 republicanos españoles. Estos españoles pasaron a integrarse en la 9.ª Compañía del Regimiento de marcha del Chad, la Nueve, una unidad que alcanzó gran protagonismo. Leclerc asignó al capitán Dronne el mando de la Nueve, compuesta íntegramente por republicanos españoles, ya que hablaba español pues en su época de estudiante había permanecido en Burgos en verano de 1928. Dronne tenía como subordinado y hombre de confianza de la compañía al teniente Amado Granell, un veterano de la guerra civil española. El 29 de julio de 1944 la división se embarcó en Southampton con destino a Francia.
A pesar de que en los planes de los Aliados no entraba la liberación de París, Charles de Gaulle convenció a Dwight Eisenhower para desviarse hacia la ciudad, donde la resistencia había comenzado su levantamiento contra la ocupación nazi. Cuando la 2.ª División Blindada recibió la orden de marchar sobre París, el capitán Dronne, al frente de dos secciones del Regimiento del Chad en semiorugas, intentó flanquear el dispositivo enemigo desde el este cuando Leclerc, exasperado por la lentitud del avance, le dio la orden de acceder directamente a la ciudad, con las fuerzas de que dispusiera. Leclerc ordenó a Dronne: "¡Ve directo a París, entra en París!". Al mando de La Nueve, entró en la capital y se dirigió directamente al ayuntamiento, al que llegó Amado Granell la tarde del 24 de agosto de 1944. 
Al terminar la guerra, con el rango de comandante de batallón, fue nombrado coronel en 1947. Durante su carrera política perteneció a la Agrupación del Pueblo Francés, al Centro Nacional de los Republicanos Sociales y a la Unión para la Nueva República (todos ellos gaullistas); fue alcalde de Écommoy de 1947 a 1983, senador de 1948 a 1951 y diputado por el tercer distrito electoral de Sarthe de 1951 a 1962 y de 1968 a 1978. Falleció en 1991 en Neuilly-sur-Seine, a las afueras de París, a los 83 años de edad.
Los archivos y diarios de guerra de Raymond Dronne fueron conservados por su hija Colette, que además participó en diversos actos de homenaje a los combatientes españoles.

## Obras
- La Révolution d'Alger, éd. France Empire, 19585.
- Le Serment de Koufra, éd. Harmattan, 1965 et Éditions J'ai lu Leur aventure, no A239.
- La Libération de Paris, éd. Presses de la cité, 1970.
- Carnets de route d'un croisé de la France Libre, éd. France Empire, 1984.
- Carnets de route, tome II – L'hallali de Paris à Berchtesgaden – Août 1944-1945, éd. France Empire, 1985.
- Vie et mort d'un Empire – La décolonisation, éd. France Empire, 1989.

## Condecoraciones
- Gran oficial de la Legión de Honor
- Orden de la Liberación
- Croix de guerre 1939-1945
- Croix de guerre des Théâtres d'Opérations Extérieures
- Médaille de la Résistance
- Medalla colonial
- Médaille des blessés de guerre
- Ordre de l'Étoile noire